# St. Marien (Oldorf)

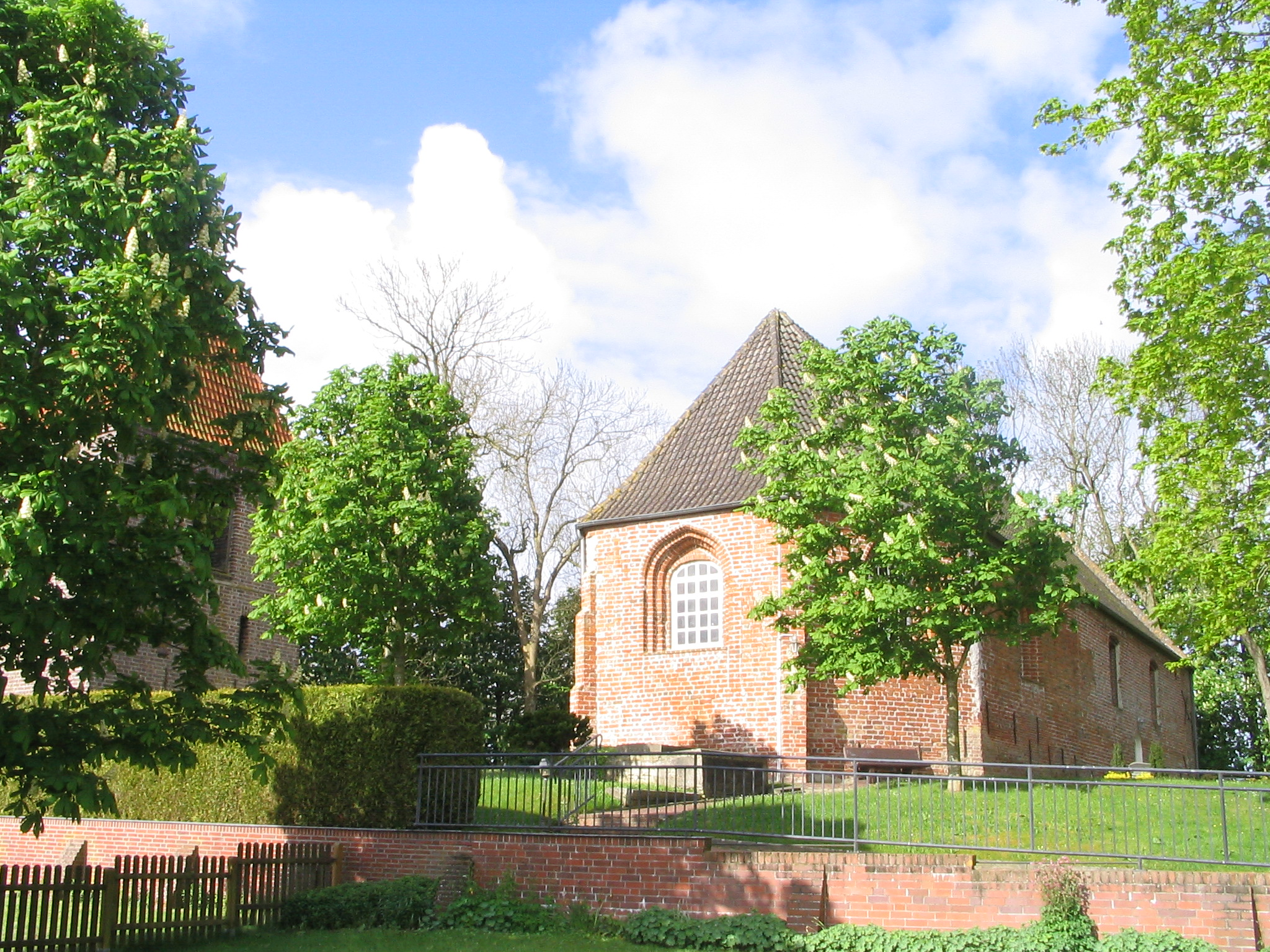
St. Marien

Die evangelisch-lutherische denkmalgeschützte Kirche St. Marien steht in Oldorf, einem Ortsteil der Gemeinde Wangerland im Landkreis Friesland im Norden von Niedersachsen. Die Kirchengemeinde gehört zum Kirchenkreis Friesland/Wilhelmshaven der Evangelisch-Lutherischen Kirche in Oldenburg.

## Beschreibung

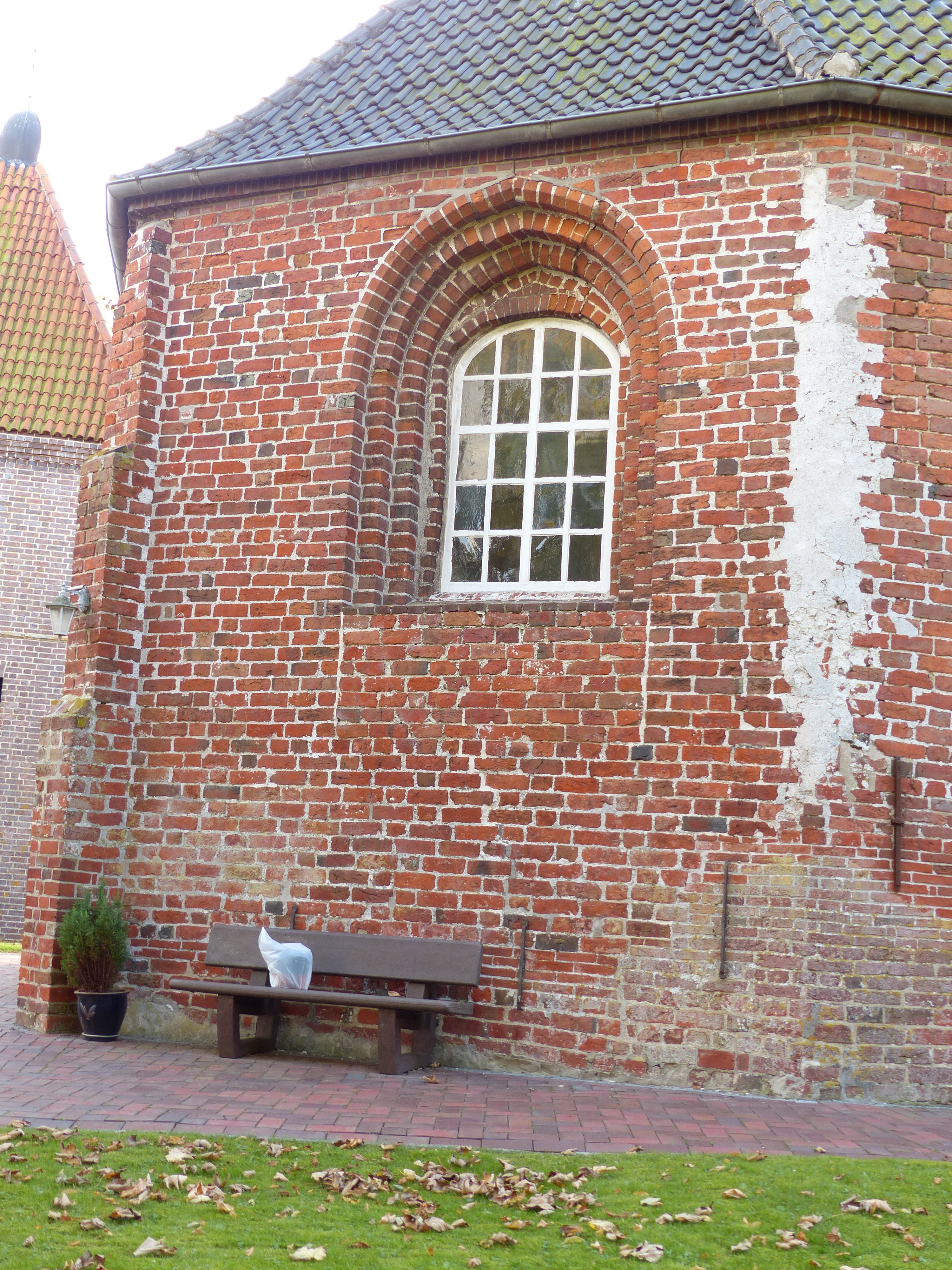
Nordostfenster des Chors

Die Saalkirche aus Backsteinen auf einem Sockel aus Granitquadern wurde im 13. Jahrhundert gebaut. Um 1500 wurde sie nach Osten durch einen gleich breiten Chor mit dreiseitigem Abschluss, abgestützt mit zwei Strebepfeilern verlängert. Die Westwand wurde 1768 erneuert, gleichzeitig auch die Fenster des Kirchenschiffes. Die Fenster im Chor haben mehrfach abgetreppte spitzbogige Gewände. Der freistehende, quadratische, mit einem Pyramidendach bedeckte Glockenturm im Südosten wurde 1912 nach dem Vorbild des alten Turmes wiederaufgebaut. In ihm hängen zwei Kirchenglocken, die eine wurde 1450 Ghert Klinghe gegossen, die andere 1521.
Der Innenraum ist mit einer Flachdecke überspannt. Zwischen Kirchenschiff und Chor befindet sich ein weiter spitzbogiger Chorbogen. Im überhöhten Mittelfeld des um 1520/1525 gebauten Flügelaltars steht ein Bild der Kreuzigung Jesu. Der Bilderrahmen wurde 1666 erneuert. Seitlich befinden sich je zwei und auf den Flügeln je vier Reliefs mit Szenen aus der Passion. Die Predella hat ein Gemälde mit einer Inschrift aus dieser Zeit. Auf der Rückseite des Schreines sind Reste ornamentaler Malerei vorhanden. Eine Orgel gab es ab 1861, die ursprüngliche ist nicht mehr vorhanden. Das heutige Instrument, 1966 für eine katholische Kirche in Urbar von Paul Walcker gebaut, wurde 1991 durch die Orgelbauwerkstatt Führer in St. Marien eingebaut.

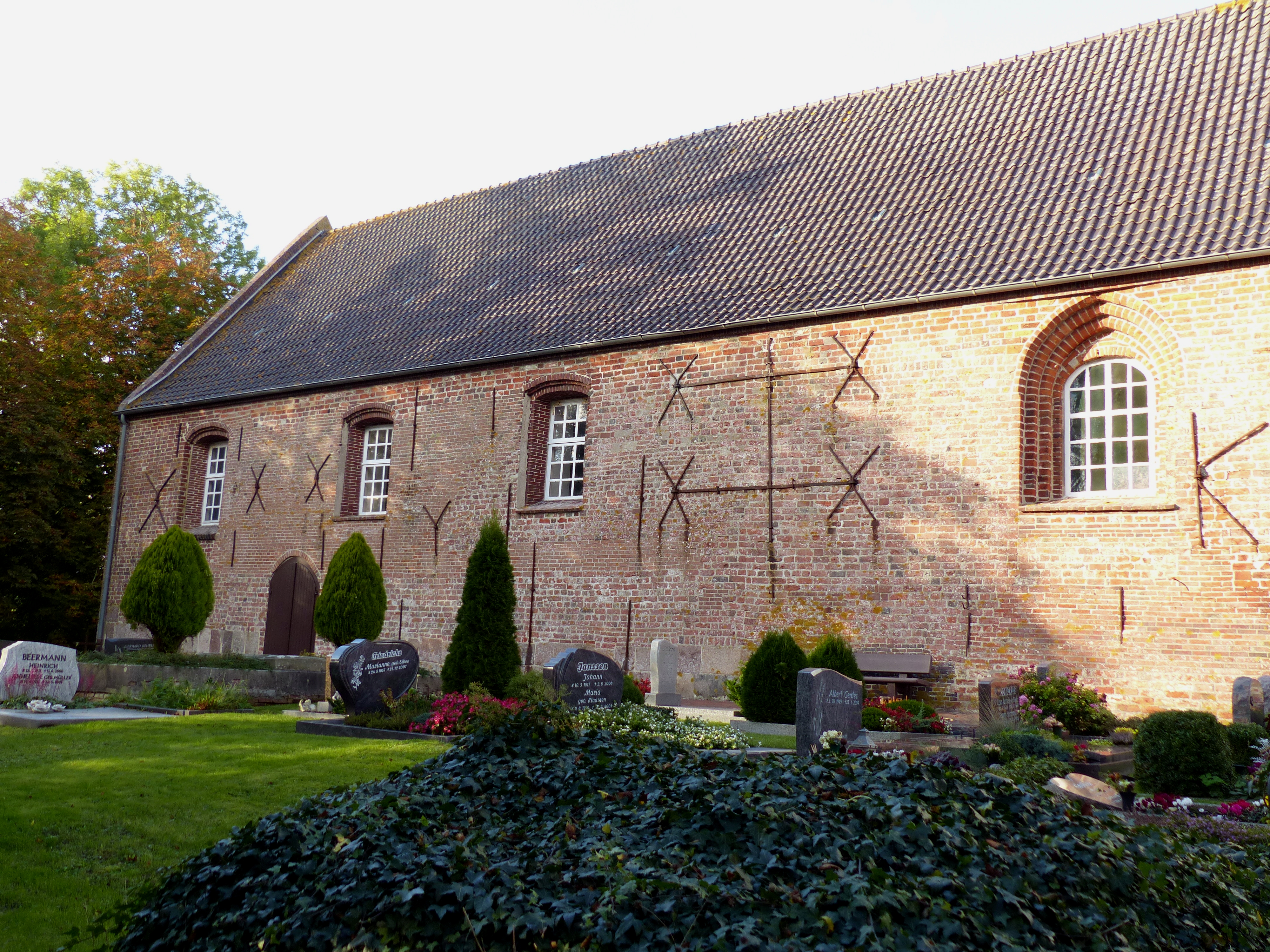
Südseite
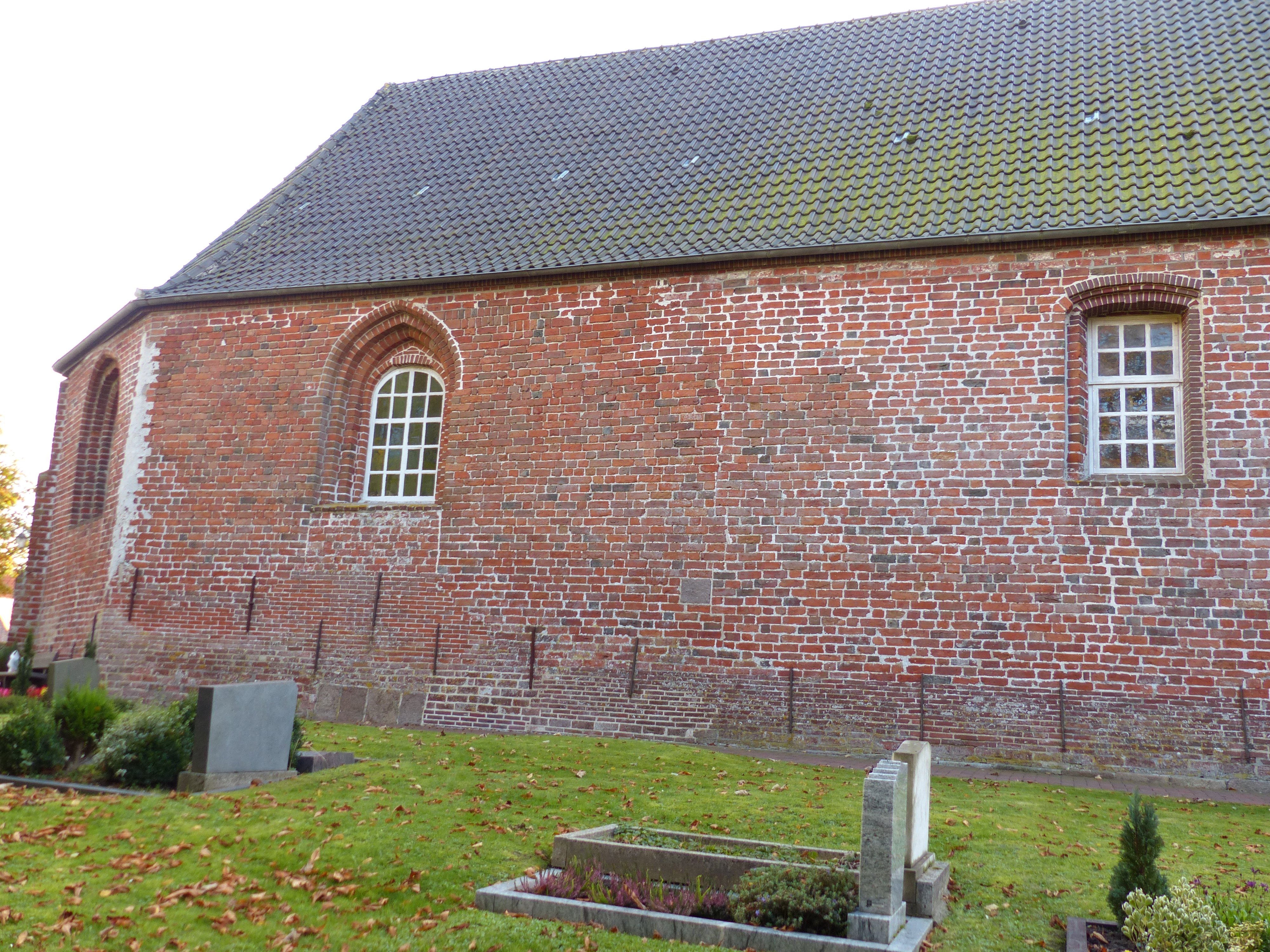
Nordseite